# Isaac Le Long

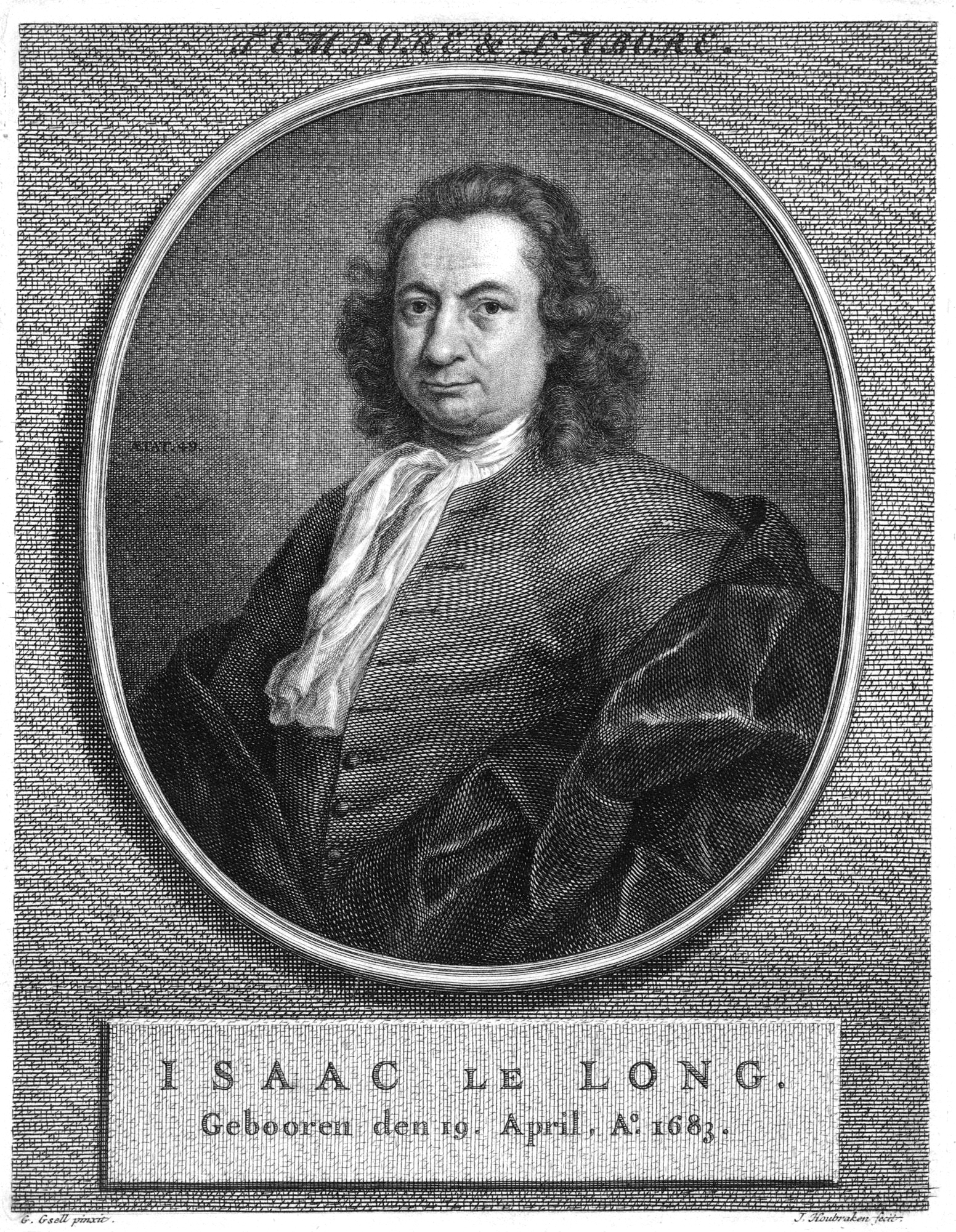
Isaac le Long (Jacobus Houbraken, 1732)

Isaac Le Long (Frankfurt am Main, 19 april 1683 - Hanau, 1762) was een Frans-Duits historicus en bibliograaf, die vanaf 1714 tot 1744 in Nederland woonde en werkte.

## Leven
Isaac Le Long was een zoon van Philipp Le Long en Maria Magdalena. Zijn ouders vluchtten om geloofsredenen uit Frankrijk naar Duitsland, waar het gezin Le Long in verschillende steden woonde. Op 22 januari 1717 woont hij in Nederhorst den Berg, en gaat hij te Amsterdam in ondertrouw met Elisabeth Gsell (geb. 1699) uit St. Gallen, dochter van de Zwitserse schilder George Gsell.
Na het huwelijk vestigt het gezin Le Long zich in Amsterdam, waar hun zes kinderen worden geboren:
- Philip, genoemd naar zijn grootvader (1718)
- Maria, genoemd naar zijn grootmoeder (1719)
- Catharina (1721)
- Anna (1724)
- Jacoba (1727)
- Philip George (1730)

Le Long verdient als broodschrijver de kost met vertaalwerk van theologische geschriften en de uitgave van prenten (samen met anderen). Ook publiceerde hij de Rijmkroniek van Lodewijk van Velthem, de voortzetting van de Spiegel Historiael van Jacob van Maerlant. Naarmate het gezin en zijn bibliotheek groter werden, werd binnen Amsterdam voortdurend verhuisd: Leidsegracht (1724), Prinsengracht (1732), Kerkstraat (1743). Zijn dochter Catharina trouwde met Johannes Theodorus Angelkorte uit Iserlohn, nu wonende in het dorp Hemer. Zijn dochter Maria trouwde met Joh. Christoph Busing, in 1756 predikant in Hanau en in 1764 hoogleraar te Bremen.
In 1744 keerde hij Amsterdam voorgoed de rug toe, nadat hij enkele jaren eerder in conflict was gekomen met de gereformeerde kerkeraad vanwege zijn sympathieën voor de herrnhutters. Op dat moment wordt zijn inmiddels omvangrijke bibliotheek van 6.000 titels met oude handschriften, incunabelen en post-incunabelen op 7 september 1744 geveild bij Salomon en Petrus Schouten in de Kalverstraat te Amsterdam. De opbrengst van de veiling bedroeg slechts 5.000 gulden. In zijn Historische en Letterkundige Avondstonden (1800, pag. 166-167) schrijft Hendrik van Wijn, dat ‘te Amsterdam, in den jaare 1744, op de Verkooping van J. Le Long, en wel onder No. 34, in folio, een ‘Rymchronyk van Klaas Kolyn, op papier geschreven' is voorgekomen. Le Long vestigt zich bij zijn dochter Maria in Hanau en vervolgens in Frankfurt am Main, waar hij in 1762 overlijdt.

## Betekenis
Zijn betekenis dankt Isaac Le Long niet zozeer aan zijn zeer grote activiteit als vertaler en schrijver van boeken over de meest uiteenlopende onderwerpen, maar aan de bibliotheek, die hij opbouwde en in 1744 onder de hamer bracht. Topstukken daarin zijn De Koophandel van Amsterdam (1714) en Kabinet der Nederlandsche Oudheden (1725). Op veel van zijn publicaties vindt men zijn naam niet vermeld, zodat men voor die informatie afhankelijk is van veilingcatalogi en boekenlijsten, waar zijn naam wel genoemd wordt.

## Publicaties
Wijnman komt in het NNBW tot ca. 50 titels, maar is zeker niet volledig.
- 1714 De(n) Koophandel van Amsterdam. Naar alle gewesten des Weerelds etc. Eerst ontworpen door wijlen le Moine de l'Espine. Nu doorgaans in andere ordre gebracht en seer veel vermeerdert door J. le Long (Amst. 1714; 2de druk Amst. 1715; 3de druk Amst. 1719; 4de druk 2de dl. Amst. 1717 met vermelding van den naam Isaäc le Long; 6de druk Amst. 1744, 2 dln.; 7de druk Rotterd. 1753, 2 dln.; 8e druk Amst. 1763, 2 dln.; 9de druk Rotterd. 1780, 3 dln.; 10de druk Amst. 1801-1802, 4 dln.) Oorspronkelijke titel: Negoce d' Amsterdam, 1694, herdrukt 1704. Annex: Toetsteen voor den Koophandel, en Nieuwe wisselordonnantie voor geheel Rusland.
- 1715 Verhandelinge van de Gelegenheid des Aardschen Paradijs, zeer geleerdelijk beschreven door Pieter Daniel Huet... naar de zevende druk in het Nederduitsch vertaald (Amst. 1715)
- 1716 Register der Boeken, uitgetrokken in de Boekzaalen of twee maandelijke uittreksels, voorhenen gesticht in de jaaren 1692-1701 van de Heeren P. Rabus, W. Sewel en J. van Gaveren: en nu in orde gebracht etc. (Amst. 1716)
- 1717 Konst om geldt te winnen. Alsmeede, J.B. Schuppius, Konst om rijk te werden.... Het eerste beschreven, en 't laaste uyt het Hoogd. vert. door I. le Long (Amst. 1717
- 1717 Spiegel Historiael of Rym-spiegel, zijnde de Nederl. Rijm-Chronijk van Lodewijk van Velthem, etc. Uytgeg. door Is. le Long (Amst. 1717; herdr. Amst. 1727, 2 dln..
- 1718 Joh. Chr. Lehmann, Nieuwe volmaakte Bloem-thuyn in de winter enz. Uyt het Hoogd. vert..... door I. le Long. Alsm. ontdekking van de.... konst der.... vermeerdering van alle boomen en heestergewassen door G.A. Agricola (Amst. 1718)
- 1719 Fred. Adolf Lampe, De gestalle der Bruyd Christi voor haaren uitgang uit Babel etc. Uyt het Hoogduitsch vert. (Amst. 1719); George Andrecos Agricola, Nieuwe en ongehoorde doch in de natuur welgegronde queekkonst van boomen etc. Uit het Duitsch vert. (Amst. 1729)
- 1720 F.A. Lampe, Het heylige bruydtcieraat der bruylofts-gasten des lams etc. Uyt het Hoogduitsch (Amst. 1720, 5de druk Amst. 1739)
- 1721 F.A. Lampe, De verborgenheit van het Genade-Verbont etc. Uyt het Hoogduitsch (Amst. 1721, 4 dln.)
- 1721 Verantwoordinge of brief van den Cadrinaal Alberoni etc. Uyt het Italiaansch en Fransch vertaalt (Amst. 1721)
- 1721 Het leven van den heldhaften Carel den XII, koning der Sweden. Behelsende: behalven syne wonderbaare krygs- en andere verrichtingen, desselfs vyf-jaarig verblyf in Turkyen, syne terugkomst, bysondere levenswyse, en een naauwkeurig verhaal van den geheelen Noordschen oorlog, tot op de tegenwoordige successie..., Amsterdam, de Janssoons van Waesberge, 1721.
- 1721 F.A. Lampe, Melk der Waarheit volgens aanteydinge van den Heidelbergschen Cathechismus etc. Uyt het Hoogd. (Amst. 1721, 2e druk Amst. 1725)
- 1722 F.A. Lampe, Balsem uyt Gilead tegen aansteekende ziekten etc. Uyt het Hoogd. vert. (Amst. 1722)
- 1722 Mich. Wideman, De bijbelsche Keeten der boeken des Ouden ende Nieuwen Testaments enz. Uyt het Hoogd. (Amst. 1722, 3 dln.)
- 1725 Met Brouerius van Nidek (1677-1742) publiceert Isaac Le Long het Kabinet van Nederlandsche Outheden en gezichten, Amsterdam, W. Barents, 1725, herdrukt in 1731 bij A. Schoonenberg te Amsterdam, ca. 1750 bij Is. Tirion. Het werk is sindsdien nog ettelijke keren in verschillende samenstelling, in delen, aangevuld door Abraham Rademaker en Daniel Stopendael, en onder aangepaste titel (en Kleefsche oudheden) uitgegeven, voor het laatst 17902-1803 bij J.A. Crajenschot te Amsterdam.
- 1726 Verhandelinge, daarin ontdekt worden: I De rampzalige gevolgen, die de Engelschen en Hollanders van de oprichtinge der Compagnie van Ostende te vreesen hebben etc. Uit het Engelsch in het Fransch vertaalt door Joan Bion en in het Nederduitsch overgezet (Amst. 1726)
- 1726 Renoult Renault, De avonturen van de Roomsche Lieve Vrouw en van St. Franciscus van Assisien etc. Uyt de Fransche.... taale overgebracht (Amst. 1726)
- 1726 J. Lundius, Heiligdommen, godsdiensten en gewoonten der oude Jooden, voorgesteldt in een verhandeling van het Levitische priesterdom. Uyt het Hoogd. (Amst. 1726)
- 1727 Matthaeus Brouërius van Nidek, Kabinet van Nederlandsche en Kleefsche Oudheden (1e dl. Amst. 1727; 2e dl.) met Isaäc le Long Amst. 1731; 3e dl. alléén bewerkt door Isaäc le Long Amst. 1732; evenzoo 4e, 5e en 6e dl. Amst. 1732-1733)
- 1729 Vervolg van de Wissel-stijl tot Amsterdam etc. alles bij een verzaamelt en uyt verscheyde Taalen getrouwelijk overgeset door Isaäc le Long (Amst. 1729, zijnde de voortzetting van een herhaaldelijk herdrukt werk van J. Phoonsen, Wissel-stijl tot Amsterdam)
- 1729 Kort historisch verhaal, van den eersten oorsprong der Nederlandschen gereformeerden Kerken..1729
- 1729 Historische Beschrijving van de Reformatie der Stadt Amsterdam etc. (Amst. 1729; zie een insinuatie dd. 7 Dec. 1728 in verband met de verschijning van dit werk bij Kleerkoper-van Stockum, 166)
- 1729 Sam. Erich, De uytgang der Hamelsche kinderen etc. Uyt het Hoogd. (Amst. 1729)
- 1730 Johann Jacob Scheuchzer, Jobs heylige Natuurkennis, vergeleeken met de Hedendaagsche Natuurkunde etc. Uyt 't Hoogd. vertaalt (Amst. 1730)
- 1730 Omstandig Dag-register en eygentlijke beschrijvinge van al het geen er in 't Koningt. Poolsche en Keurvorstel. Saxische campement bij Radewitz.... is voorgevallen etc. Uyt 't Hoogd. vertaalt (Amst. 1730)
- 1731 Oordeel des Allerhoogsten over Daniel VII (Amst. 1731)
- 1731 Mr. Pieter Bort, Alle de wercken, 3de druk van fouten gesuyvert en vermeerdert door Is. le Long (Leiden 1731)
- 1732 Boekzaal der Nederduytsche Bijbels (Amst. 1732, 2de druk Hoorn 1764; vervolg: J.I. Doedes, Lijst van Bijbets etc. niet door le Long vermeld in Bibl. adv. 1878)
- 1732 Kort en net verhaal van de tegenw. toestand en harde verdrukking der Christenen in 't Aarts-bisdom van Salzburg (Amst. 1732)
- 1732-1733 Gedenkwaardig en uytvoerig historisch verhaal van de verdrevene ballingen uyt het Aarts-Bisdom van Salzburg. Uyt het Hoogd. vertaalt (Amst. 1732-1733, 3 dln.)
- 1733 Bedenkingen, omtrent De Hooge Geallieerde Partijen van de Poolsche Kroon etc. Opgestelt door O.V.B. en.... uyt het Hoogd. verlaalt (Amst. 1733)
- 1733 Korte Historie der Evangelische ballingen, dewelke de Goddelijke Voorsienigheit na veele doorgestaane verdrukkingen, uyt het Aarts-Bisdom van Saltzburg geleyt heeft etc. Uyt het Hoogd. (Amst. 1733)
- 1733 Joh. Christ. Godh. Budaus, Het leven en daaden van Frederik Augustus den Grooten, koning van Poolen en keurvorst van Saxen. Uyt het Hoogd. vert. (Amst. 1733)
- 1735 Kort verhaal van den handel en wandel.... van Jacobus van Hoorn, Oudtsten Gilde-Broeder van 't Wijnkoopers Gildt.... tot Amsterdam.... Door hem zelven beschreven; en in ordre gebracht door Isaäc le Long (Amst. 1735)
- 1735 Wilh. Ernst Ewald, Veerlien betrachlingen, over de voorbooden der eeuwigheid etc. Uyt het Hoogd. (Amst. 1735)
- 1735 Joh. Melchior, Het fondament des christelijken geloofs etc. Opgesteld in 't Hoogd. etc. Vert. door Is. le Long (2de druk Amst. 1735)
- 1735 Joh. Melchior, Kinder-Bijbel of Kort begrip van de noodigste en nuttigste geschiedenissen.... uit alle Boeken der Heilige Schrifture, uit het Duitsch vertaald door Abraham van Poot, 3de druk vermeerdert met een geleerde verhandeling.... vertaald door Isaäc le Long (Amst. 1735)
- 1735 Godts wonderen met zijne kerke, vertoont in een gedenkwaardig verhaal van meest Boheemsche en Moravische broeders, die.... een Evangelische Broeder-Gemeente gesticht hebben etc. (Amst. 1735, 2de druk Amst. 1738);
- 1736 Onder pseudoniem Abraham a Sancta Clara publiceert Isaac Le Long samen met Johann Ulrich Megerle, Jan en Casper Luyken een reeks prenten (De rechter, De Vorst, De Jaager, De Pakker, De Schoolmeester, De Wolbereider, De Linnewever, De Droogscheerder, De Verwer, De Kleermaker, De Pruikemaker, De Hoedemaker, De Zy-reeder, De Gaaren-twynder, De Bleeker, De Leerbereider, De Schoenmaker, en De Schoenlapper). Ze worden bij Janssoons van Waesberge te Amsterdam uitgegeven.
- 1736 Honderd jarige Jubel gedachtenisse der Akademie van Utrecht. Bestaande in een beknopt verhaal van derzelver oorsprong etc., alsmede in een redevoering.... den 14en Mrt. 1636.... gedaan door wijlen.... Prof. Gisbertus Voetius.... voorts in een naamlijst van alle professoren etc. Thans grootelijksvermeerderd door Isaäc le Long (Amst. 1736)
- 1738 Het Leven en bedrijf van Stanislaus Leszinsky (Amst. 1738, 2 dln.)
- 1738 Verklaaringe der Herrnhutsche Broeders etc. In 't Hoogduytsch bij haar selve opgestelt en in 't Nederduytsch overgeset (Amst. 1738); Gods wonderen met zijn volk (Amst. 1738, vervolg ald. 1738)
- 1738 Johannes d'Outrein, Het gouden kleinoot van de leere der waarheid die naar de Godzaligheid is etc. In den 2en druk daarbij gevoegd de uit het Hoogd. door J. le Long vert. aanmerkingen etc. van Fred. A. Lampe (octrooi verleend aan Jan Boom 1738, vernieuwd 1752, zie Kleerkoper-van Stockum, 87; 8e druk Amst. 1762)
- 1749 De Confirmatie Vraage voor de genen, die haar in de gemeente te Herrnhuth ten Heilig Avondmaal begeven etc. (Amst. 1749)
- 1750 Johan Lodewijk Uhl, Frankforter Wissel- Responsa of Gewijsdens etc. Uit het Hoogd. (Amst. 1750, 2 dln.)
- 1751 Joh. Jul. Surland, Grondt-stellingen van 't Europaeische zeerecht; uyt het Hoogd. (Amst. 1751)
- 1751 Kort historisch verhaal van den eersten oorsprong der Nederlandsche Gereformeerde Kerken onder 't Kruys, beneffens alle derselver Leer- en Dienstboeken etc. (Amst. 1751)
- 1753 W. van Heyst, Het boek der Tijden in 't kort, of Chronijk van de geheele Wereld zedert de schepping tot de jaare 1560 etc. uytgegeven door Isaäc le Long (Amst. 1753);
- 1755 Wisselstijl tot Amsterdam etc. bijeen verzamelt door J. Phoonsen. En daarna vervolgt en tot op desen tijd verbetert door Isaäc le Long (Rotterdam 1755, 2 dln.) en Vervolg van de wissel-stijl tot Amsterdam etc. Van nieuws vermeerdert, geschift en verbeteit door Isaäc le Long (Rotterdam 1755)
- 1760 Naleesingen en verbeeteringen in eenige van mijne uytgegevene werken: Kort Hist. verhaal van den eersten oorsprong der Ned. Geref. kerken onder 't kruis, als meede tot De boekzaat der Nederduytsche Bijbels, De Reformatie van Amsterdam etc. (Amst. 1760)
- 1762 Seer gewichtige geguygen (sic) der waarheit, of nieuwe bewijssen van oude waarheeden tegen 't Pausdoem, uyt het Pausdoem selve etc. (Alkmaar 1762).